# Municipio de Columbia (Kansas)
El municipio de Columbia (en inglés: Columbia Township) es un municipio ubicado en el condado de Ellsworth en el estado estadounidense de Kansas. En el año 2010 tenía una población de 49 habitantes y una densidad poblacional de 0,52 personas por km².

## Geografía
El municipio de Columbia se encuentra ubicado en las coordenadas 38°49′41″N 98°19′37″O / 38.82806, -98.32694. Según la Oficina del Censo de los Estados Unidos, el municipio tiene una superficie total de 93.98 km², de la cual 93,94 km² corresponden a tierra firme y (0,04 %) 0,04 km² es agua.

## Demografía
Según el censo de 2010, había 49 personas residiendo en el municipio de Columbia. La densidad de población era de 0,52 hab./km². De los 49 habitantes, el municipio de Columbia estaba compuesto por el 97,96 % blancos y el 2,04 % eran de una mezcla de razas. Del total de la población el 2,04 % eran hispanos o latinos de cualquier raza.